# چیلنتو
چیلنتو (به ایتالیایی: Cilento) یک ناحیه و رشته‌کوه در ایتالیا است که در کامپانیا واقع شده‌است.